# Tawangsari (Pujon)
Tawangsari is een bestuurslaag in het regentschap Malang van de provincie Oost-Java, Indonesië. Tawangsari telt 6289 inwoners (volkstelling 2010).